# Naoki Nakagawa
Naoki Nakagawa (japanisch 中川 直樹 Nakagawa Naoki; * 19. November 1996 in Fukutsu) ist ein japanischer Tennisspieler.

## Karriere
Nakagawa spielte erfolgreich bis 2014 auf der ITF Junior Tour. Dort konnte er mit Rang 9 seine höchste Notierung in der Jugend-Rangliste erreichen. Bei den Grand-Slam-Turnieren war sein bestes Resultat im Einzel das Achtelfinale. Im Doppel wurde er 2014, im letzten Jahr als Junior, sehr erfolgreich. Zunächst erreichte er mit Tim van Rijthoven das Halbfinale von Wimbledon. Beim letzten Grand-Slam-Turnier des Jahres gewann Nakagawa mit dem Australier Omar Jasika die Doppelkonkurrenz der US Open.
Erfolg auf der Ebene der Profis stellte sich nicht sofort ein. Noch während der Zeit als Junior im Jahr 2013 gewann der Japaner sein erstes Turnier der ITF Future Tour, womit er den Sprung unter die Top 800 der Weltrangliste schaffte. In den folgenden Jahren konnte er an diesen Erfolg aber nicht anknüpfen und bis Mitte 2016 nie über das Viertelfinale hinauskommen. Er spielte in diesem Zeitraum auch nur sporadisch bei Turnieren mit. Das änderte sich ab 2016, als er bis Mitte 2017 drei Future-Finals erreichte und damit kurz vor dem Einzug in die Top 500 stand, im Doppel war er weit weniger aktiv. 2017 schaffte er erstmals sich für Turniere der höher dotierten ATP Challenger Tour zu qualifizieren, kam dort aber zu keinem Durchbruch. Mit je einem Finaleinzug 2018 und 2019 hielt er seine Position meistens innerhalb der Top 800. 2021 gelangen häufiger gute Ergebnisse: Anfang des Jahres siegte Nakagawa das zweite Mal auf Future-Ebene, was ihm Ende des Jahres bei einem höher dotierten Future noch einmal gelang. Damit zog er erstmals in die Top 500 der Welt ein, was ihm auch die Teilnahme an Challengers ermöglichte. 2022 qualifizierte er sich bei zwölf Challengers für da Hauptfeld, nur in Columbus, Seoul und Kōbe gewann er anschließend auch die erste Runde und nie ging es weiter als das Achtelfinale. Im Oktober 2022 kam er so dennoch auf sein Karrierehoch von Platz 415 im Einzel. Im Doppel gewann er 2019 und 2021 jeweils ein Future, seine beste Platzierung war Rang 726 im November 2018.

## Erfolge
| Legende (Anzahl der Siege) |
| Grand Slam                 |
| ATP Finals                 |
| ATP Tour Masters 1000      |
| ATP Tour 500               |
| ATP Tour 250               |
| ATP Challenger Tour (1)    |

### Einzel

#### Turniersiege
| Nr. | Datum              | Turnier  | Belag         | Finalgegner   | Ergebnis        |
| --- | ------------------ | -------- | ------------- | ------------- | --------------- |
| 1.  | 22. September 2024 | Columbus | Hartplatz (i) | James Trotter | 7:68, 5:7, 7:65 |